# 巴达维语
巴達維語（巴達維語：basè Betawi, 阿拉伯字：بهاس بتاوى），也稱為巴達維馬來語、雅加達馬來語或巴達維亞馬來語，是印尼雅加達的巴達維亞人所使用的語言。其母語人口約有500萬，然而由於對巴達維語概念的含糊，很難確定準確的數字。
巴達維語是當代印尼流行的非正式語言，其常於雅加達的肥皂劇和一些動畫（例如Adit Sopo Jarwo）被用作印尼俚語（Bahasa Gaul）的一種。 「Betawi」一名源自於巴達維亞，是荷屬東印度時期雅加達的官方名稱。雅加達印尼語是印尼語的一種方言形式，從雅加達傳播到爪哇的大片地區，並取代了現有的馬來語方言，其根源便是巴達維語。烏里·塔德莫（Uri Tadmor）表示，雅加達印尼語和巴達維語之間沒有明確的界限。

## 背景

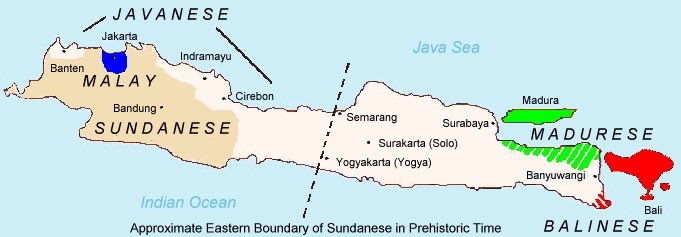
爪哇島、馬都拉島和峇里島所使用的語言分佈圖。現代雅加達及其周邊地區使用的巴達維語（藍色）傳統上標示為馬來語。

語言學家認為巴達維語的起源存在爭議。一部分人認為其源自原始馬來語的馬來方言，而另一部分人則認為其是作為克里奧爾語發展而來的。有一種說法為當時居住在巴達維亞（今雅加達）的華人男性和峇里島馬來女性的後裔皈依了伊斯蘭教，他們講着一種皮欽語，後來被克里奧爾語化，然後又因為融合了巽他語和爪哇語的多種元素而被「去克里奧爾語化」（Uri Tadmor 2013）。
巴達維語中含有大量閩南語、阿拉伯語、葡萄牙語和荷蘭語借詞。其取代了早期的巴達維亞-葡萄牙克里奧爾語――馬爾迪吉基爾克里奧爾語（Mardijker Creole）。巴達維語的第一人稱代名詞「gua」（「我」）和第二人稱代名詞「lu」（「你」）以及數詞，如cepek（「一百」）、gopek（「五百」）和seceng（ 「一千）均來自閩南語，而 ane（「我」或「我」）和 ente（「你」）則源自阿拉伯語。科科斯馬來語，在澳洲科科斯（基林）群島和馬來西亞沙巴使用，據信源自早期形式的巴達維語。

## 方言
巴達維語分為兩種主要方言：
- 中巴達維方言：最初在雅加達使用，更多使用 e（例如 ada 變為 ade）。
- 郊區巴達維方言：最初在雅加達郊區、萬丹的坦格朗、西爪哇省的德波、茂物和勿加泗使用。它更多使用拉長的a（例如ada，發音為adah）。

另一種郊區巴達維語變體稱為Betawi Ora，它深受巽他語的影響。
在雅加達郊區的一些地方，例如 Kampung Melayu、Pasar Rebo、Pondok Gede、Ulujami 和 Jagakarsa，老一代人仍然使用巴達維語。
坦格朗周圍有一個重要的華人社區，稱為文登華人（Cina Benteng），他們已經不再講中文而轉講巴達維語，不過明顯受漢語（主要是閩南語）借詞的影響。
例如：
- （正式），（中間）, （郊區）, （非正式）: 「I」
- （正式），（非正式或有密切關係的）: 「你」
- （重的e音），: 「是」
- ， ( variant）: 「不」
- : 「叔叔你要去哪裏？」
- :「我的東西已經賣完了。」

每個以「a」結尾的巴達維語單字的結尾發音為「e」，就像英文詞「net」一樣。 「e」的發音與柔佛和廖內馬來人的發音並不同。

## 例文

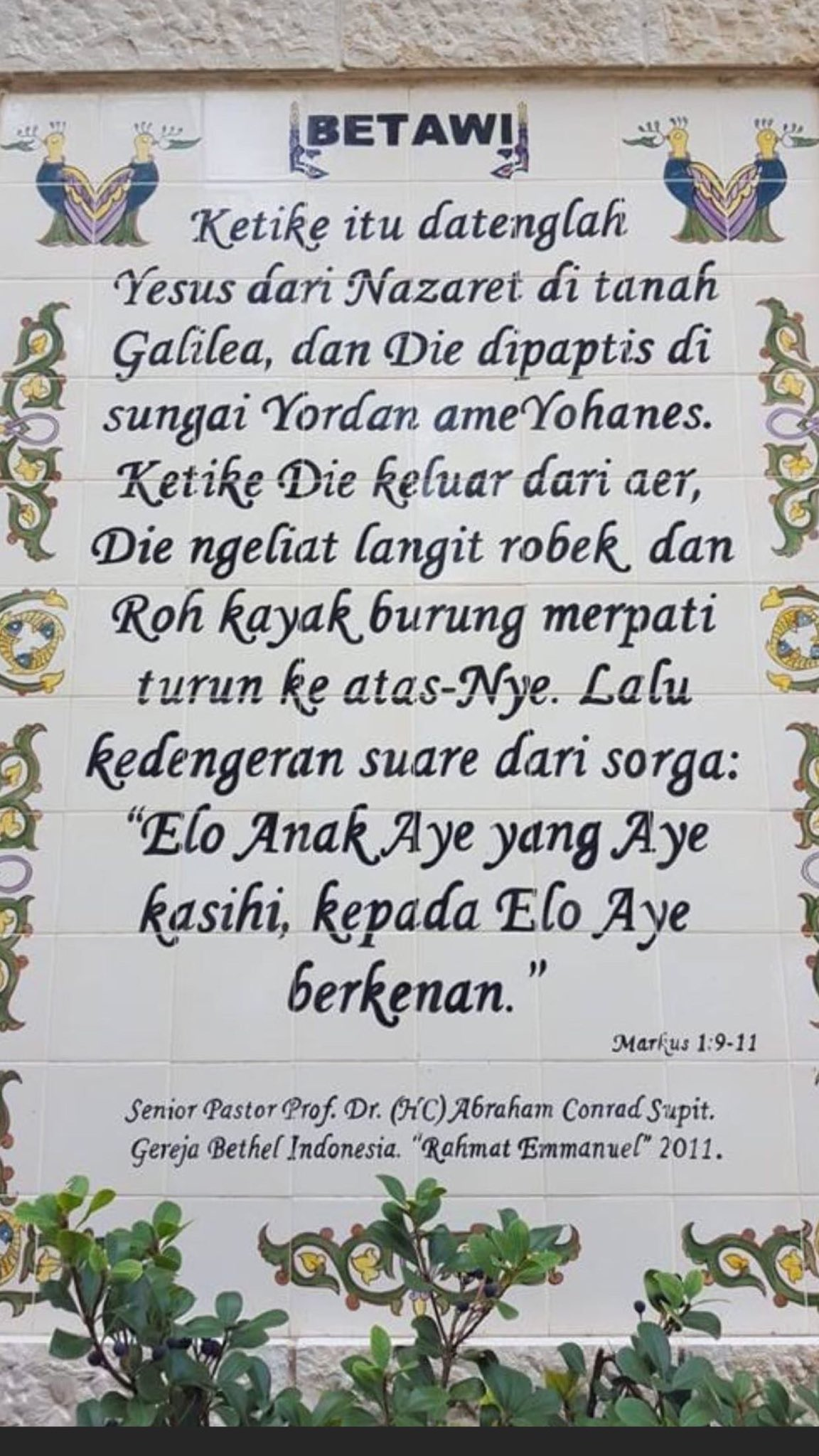
中巴達維方言的馬可福音 1:9-11

### 漢語
人人生而自由，在尊嚴和權利上一律平等。他們賦有理性和良心，並應以兄弟關係的精神相對待。

## 相關項目
- 科科斯馬來語
- 佩喬語